# URF (sous-marin)
L'URF (acronyme de Ubåtsräddningsfarkost, en suédois navire de sauvetage sous-marin) est le sous-marin de sauvetage de la Marine royale suédoise.

## Historique
La conception originale de l’URF avait une capacité de sauvetage de 25 sous-mariniers et comprenait un sas pour plongeurs à bord du navire pour fournir des moyens de dégagement et d’assistance,. Le premier des trois URF prévus a été construit en 1978,. Il a été fabriqué par la société suédoise Kockums,. En 1981, il a été connecté pour la première fois avec succès à un sous-marin submergé.
Le sas des plongeurs a été supprimé en 1984 en faveur d’une durabilité plus longue et de la possibilité de sauver un équipage de sous-marin suédois complet de 35 personnes en une seule rotation. Le système de propulsion d’origine avec des propulseurs sur les côtés de l’URF a également été retiré au profit d’une hélice plus conventionnelle à l’arrière, offrant plus de puissance et un risque réduit d’endommager les propulseurs pendant le fonctionnement. La remorque d’origine a été remplacée par une autre avec plus d’axes. Ceci, associé à quelques modifications mineures de l’aileron, a permis de le transporter par voie aérienne à partir de 2000.
En 2015, l’URF d’origine a fait l’objet d’une nouvelle mise à niveau par les constructeurs maritimes JFDefence.

## Conception
L’URF peut plonger jusqu’à la profondeur maximale de la mer Baltique. Il dispose d’une jupe de sauvetage qui permet de s’accoupler avec l’écoutille de secours du sous-marin et il peut sauver en un seul voyage un équipage de sous-marin comptant jusqu’à 35 sous-mariniers, tout en les maintenant sous pression au-dessus de la pression atmosphérique si nécessaire jusqu’à ce qu’ils puissent être transférés sous pression dans un système de caisson de décompression pour poursuivre le traitement et la décompression.
L’URF est un véhicule à nage libre avec une coque sous pression qui est séparée en trois compartiments étanches. Deux pilotes manœuvrent le véhicule à partir du compartiment pilote en actionnant une unité de propulsion principale et quatre propulseurs de tunnel. Le troisième membre d’équipage est l’opérateur de la machinerie qui assiste également les pilotes lors de l’amarrage de l’URF avec le sous-marin naufragé. Si le sous-marin est sous pression, un opérateur de salle de sauvetage supplémentaire est inclus dans l’équipage.
La coque sous pression est entourée d’un boîtier en plastique en fibre de verre profilé qui protège les équipements auxiliaires placés entre la coque sous pression et le boîtier, y compris les batteries, les bouteilles d’air comprimé et d’oxygène, les systèmes hydrauliques et de garniture.
Bien que l’URF puisse voyager seul, il est généralement plus rapide de remorquer le navire jusqu’à un port voisin et de le remorquer jusqu’à la zone du sous-marin naufragé. Dans les cas où son vaisseau-mère, le HMS Belos, ne peut pas l’amener rapidement sur le site de sauvetage, l’URF est transporté par avion vers un aéroport approprié, puis transporté au port et remorqué jusqu’à la zone d’opérations.